# Мисано (Ђенова)
Мисано је насеље у Италији у округу Ђенова, региону Лигурија.
Према процени из 2011. у насељу је живело 177 становника. Насеље се налази на надморској висини од 324 м.